# 月兔 (藝術品)
月兔是荷蘭概念藝術師弗洛伦泰因·霍夫曼所創作的大型藝術品，2014年於臺灣桃園地景藝術節展示。霍夫曼以嫦娥與玉兔的傳說故事為靈感，創作出「月兔」，是為了桃園地景藝術節而專門打造的作品。作品长約25~26米，由泰維克防水紙、木頭和保麗龍造成。

## 展出情形
於桃園展出期間狀況大致順利，吸引多人參觀，但於展覽結束後隔日，月兔卻因展場內草皮起火而不幸焚毀。因回收車輛機具故障，排煙管冒出火花，加上天乾地燥，引燃草皮，才會波及到月兔，策展單位表示，該月兔作品原本展覽結束後，就是要做環保回收，部份燒毀後，剩下的還是會繼續回收處理。
作者霍夫曼在得知月兔焚毀後幽默地說：「可能是這11天來，月兔承受到246萬參觀民眾的熱情，所以在身上累積很多的熱情，才會以發自內心的熱情來跟大家道別！」。